# Aka (Kisbér)
Aka es un pueblo ubicado en el distrito de Kisbér, condado de Komárom-Esztergom, Hungría.

## Superficie
Posee una superficie de 18,10 kilómetros cuadrados.

## Demografía
Hasta 2022 la población era de 238 habitantes, con una densidad de población de 13,15 habitantes por kilómetro cuadrado.